# Théologie kérygmatique
La théologie kérygmatique est un courant apparu dans la théologie protestante avec Martin Luther et illustré par Karl Barth, puis repris dans la théologie catholique au XXe siècle et plus particulièrement mis en lumière à partir du concile Vatican II. La théologie kérygmatique s'inscrit en rupture avec la tradition scolastique.

## Présentation
Initialement, le kérygme, ou « proclamation », est l'annonce de la Résurrection du Christ par ses disciples : en d'autres termes, l'annonce de l'Évangile, ou « bonne nouvelle ».
Dans la théologie catholique, où le thomisme a été prédominant jusqu'au milieu du XXe siècle, un mouvement de retour aux sources s'est opéré sous l'influence des études bibliques, notamment de l'exégèse historico-critique. Ce mouvement place au cœur de sa catéchèse le message évangélique et la manière de le transmettre dans le monde moderne. Il est en concurrence, voire en opposition, avec la scolastique traditionnelle.
Le théologien protestant Paul Tillich établit une distinction épistémologique entre la théologie « philosophique », fondée sur le kérygme mais justifiant celui-ci à l'aide de concepts, et la théologie « kérygmatique » qui présente le message chrétien sous une forme systématique mais sans faire appel à la philosophie.
Dans le catholicisme, ses principaux représentants appartiennent à la Compagnie de Jésus.

### Ouvrages
- André Fossion, sj, La Catéchèse dans le champ de la communication, coll. « Cogitatio fidei », éditions du Cerf, Paris, 1990, 515 p.
- Josef Andreas Jungmann, sj, Die Frohbotschaft und unsere Glaubensverkündigung, Pustet, Regensburg 1936.
- Jaroslav Pelikan, Credo : Historical and Theological Guide to Creeds and Confessions of Faith in the Christian Tradition, New Haven, Londres, 2005
- Bernard Pottier, sj, « Confessions de foi », in Jean-Yves Lacoste (dir.), Dictionnaire critique de théologie, Puf/Quadrige, 2022  (ISBN 9782757879801)
- Karl Rahner, sj, Traité fondamental de la foi, Cerf, 2011  (ISBN 978-2-204-09285-2)

### Articles en ligne
- David Berger, « Der Theologiegeschichtliche Kontext der Enzyklika "Humani Generis" », in Die Enzyklika "Humani Generis" Papst Pius’ XII, 1950–2000. Geschichte, Doktrin und Aktualität eines prophetischen Lehrschreibens, Ed. Una Voce, Köln, 2000,  (ISBN 3-926377-24-0), p. 13–52
- Henri Derroitte, « Le kérygme et la catéchèse missionnaire », Revue Lumen Vitae, 2020/3 (vol. LXXV), p. 323-333, Université catholique de Louvain
- Claude Flipo, sj, « Nouveaux regards sur la catéchèse », Études 2003/10 (tome 399), p. 365-372
- André Gounelle, « Philosophie et théologie selon Troeltsch et Tillich »
- Albert Patfoort, Hyacinthe-François Dondaine et Yves Congar, « Bulletin de théologie dogmatique », Revue des sciences philosophiques et théologiques, vol. 35, n° 4 (octobre 1951), Librairie philosophique J. Vrin, p. 591-638
- David Sendrez, « Le fondement de l’intelligence de la foi selon Karl Rahner », Transversalités 2016/3 (n° 138), p. 69-93